# Abstract Window Toolkit

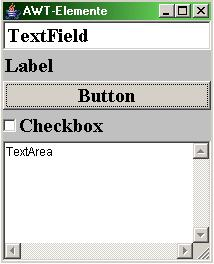
Formulario Windows con algunos ejemplos de AWT.

La Abstract Window Toolkit (AWT, en español Kit de Herramientas de Ventana Abstracta) es un kit de herramientas de gráficos, interfaz de usuario, y sistema de ventanas independiente de la plataforma original de Java. AWT es ahora parte de las Java Foundation Classes (JFC) - la API estándar para suministrar una interfaz gráfica de usuario (GUI) para un programa Java.
Cuando Sun Microsystems liberó Java en 1995, AWT suministró solo un nivel de abstracción muy fino sobre la interfaz de usuario nativa subyacente. Por ejemplo, crear una caja de verificación AWT causaría que AWT directamente llame a la subrutina nativa subyacente que cree una caja de verificación. Sin embargo, una caja de verificación en Microsoft Windows no es exactamente lo mismo que una caja de verificación en Mac OS o en los distintos tipos de UNIX.
Algunos desarrolladores de aplicaciones prefieren este modelo porque suministra un alto grado de fidelidad al kit de herramientas nativo subyacente y mejor integración con las aplicaciones nativas. En otras palabras, un programa GUI escrito usando AWT parece como una aplicación nativa Microsoft Windows cuando se ejecuta en Windows, pero el mismo programa parece una aplicación nativa Apple Macintosh cuando se ejecuta en un Mac, etc. Sin embargo, algunos desarrolladores de aplicaciones desprecian este modelo porque prefieren
que sus aplicaciones se vean exactamente igual en todas las plataformas. 
Desde sus inicios el entorno Java ya contaba con una biblioteca de componentes gráficos conocida como AWT. Esta biblioteca estaba concebida como una API estandarizada que permitía utilizar los componentes nativos de cada sistema operativo. Entonces una aplicación Java corriendo en Microsoft Windows usaría el botón estándar de Windows y una aplicación corriendo en UNIX usaría el botón estándar de Motif. En la práctica esta tecnología no funcionó:
- Al depender fuertemente de los componentes nativos del sistema operativo el programador AWT estaba confinado a un mínimo denominador común entre ellos. Es decir que sólo se disponen en AWT de las funcionalidades comunes en todos los sistemas operativos.
- El comportamiento de los controles varía mucho de sistema a sistema y se vuelve muy difícil construir aplicaciones portables. Fue por esto que el eslogan de Java "Escríbalo una vez, ejecútelo en todos lados" fue parodiado como "Escríbalo una vez, pruébelo en todos lados".

En J2SE 1.2, los widgets de AWT fueron ampliamente superados por aquellos del kit de herramientas Swing. Además de proveer un conjunto más rico de widgets UI, Swing dibuja sus propios widgets (usando Java 2D para llamar a las subrutinas de bajo nivel en el subsistema de gráficos local) en lugar de confiar en el módulo de interfaz de usuario de alto nivel del sistema operativo. Swing suministra la opción de usar un aspecto nativo o de plataforma cruzada para la aplicación. 
AWT continúa suministrando el núcleo del subsistema de eventos GUI y la interfaz entre el sistema de ventanas nativo y la aplicación Java, suministrando la estructura que necesita Swing. También suministra gestores de disposición básicos, un paquete de transferencia de datos para uso con el Portapapeles y Arrastrar y Soltar, y la interfaz para los dispositivos de entrada tales como el ratón y el teclado. 